# Dotzigen
Dotzigen – gmina (niem. Einwohnergemeinde) w Szwajcarii, w kantonie Berno, w regionie administracyjnym Seeland, w okręgu Seeland. Leży nad Kanałem Nidau-Büren.

## Demografia
W Dotzigen mieszka 1 490 osób. W 2020 roku 8,9% populacji gminy stanowiły osoby urodzone poza Szwajcarią.

## Transport
Przez teren gminy przebiega droga główna nr 22.